# Nyle DiMarco
Nyle DiMarco (Queens, 8 de maio de 1989) é um modelo americano, ator e ativista surdo. Em 2015, DiMarco foi o segundo vencedor do sexo masculino e o primeiro surdo do America's Next Top Model Ciclo 22 da CW. No ano seguinte, ele venceu a temporada 22 da competição de dança televisionada da ABC, Dancing with the Stars, com a parceira de dança profissional Peta Murgatroyd.

## Vida pessoal
DiMarco nasceu Nyle Thompson, explicando em 2016 que, em algum momento não especificado, "mudamos nosso sobrenome de Thompson para DiMarco (nome de solteira da nossa mãe)". DiMarco cresceu em Frederick, Maryland, onde frequentou a Escola para Surdos de Maryland, e se formou na Universidade Gallaudet em 2013, com uma graduação em matemática. A American Sign Language (ASL) é sua língua nativa, mas ele usa o inglês fluentemente por escrito. Nyle também se dá bem com leitura labial e comunicação não-verbal. Ele tem um irmão gêmeo fraterno, Nico, e um irmão mais velho, Neal. Em outubro de 2015, DiMarco se assumiu como "sexualmente fluido" quando perguntado durante uma entrevista à revista Out sobre sua sexualidade.

## Carreira

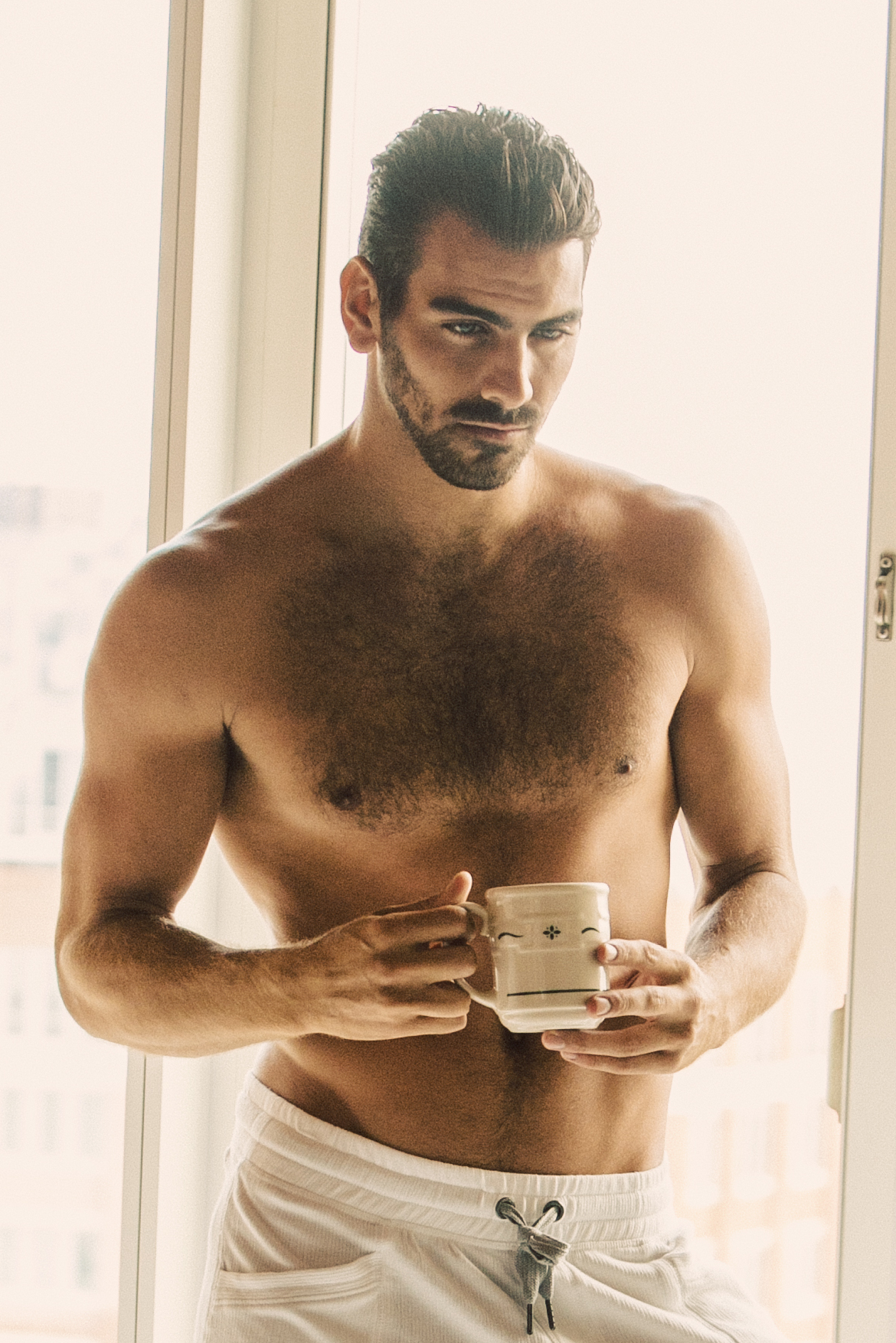
DiMarco em 2015 para 2(x)ist

Em 2013, DiMarco teve um papel de liderança no filme independente In the Can, uma produção da American Sign Language Films. Em 2014 e 2015, ele desempenhou o papel recorrente de Garrett Banducci em Switched at Birth na rede Freeform.
DiMarco estava sendo modelo freelancer por cerca de um ano antes de ser contatado pelos produtores da America's Next Top Model em 2015. Eles o vigiaram através de suas mídias sociais sem perceber que ele era surdo. Ele foi nomeado vencedor da temporada após derrotar Mamé Adjei no final da temporada. Ele é o único competidor surdo na história do programa e o segundo homem a vencer.
Logo após vencer a competição, DiMarco assinou contrato com a Wilhelmina Models em Nova Iorque.
Em 8 de março de 2016, DiMarco foi anunciado como uma das celebridades que competiriam na temporada 22 de Dancing with the Stars. Ele fez uma parceria com a dançarina profissional Peta Murgatroyd. DiMarco é o segundo competidor surdo a competir no programa, depois de Marlee Matlin. Em 24 de maio de 2016, DiMarco e Murgatroyd foram anunciados como vencedores da temporada.
Em 2016, DiMarco apareceu na série de comédia da Hulu, Difficult People. Mais tarde, ele apareceu no videoclipe de Tóc Tiên para "Big Girls Don't Cry" em janeiro e no videoclipe de Alex Newell para "Basically Over You (BOY)" em março.
Em junho de 2016, DiMarco desfilou para Giorgio Armani na Milan Fashion Week Primavera/Verão 2017.
DiMarco foi destaque na edição de verão de 2017 da Revista DIVERSEability. Ele também foi homenageado como "Pessoa Surda do Ano" da revista DEAF LIFE (edição de janeiro de 2017).
DiMarco desempenhou o papel principal no videoclipe de "Tequila" de Dan + Shay, que estreou em fevereiro de 2018.

## Performances noDancing with the Stars
DiMarco fez parceria com a dançarina profissional de salão Peta Murgatroyd na 22ª temporada do concurso de dança na ABC, Dancing with the Stars. Ele foi o segundo concorrente surdo do programa, sendo o primeiro Marlee Matlin em 2008.
| Semana #      | Dança / Música                                                                         | Pontuações dos juízes | Pontuações dos juízes | Pontuações dos juízes | Resultados     |
| Semana #      | Dança / Música                                                                         | Inaba                 | Goodman               | Tonioli               | Resultados     |
| ------------- | -------------------------------------------------------------------------------------- | --------------------- | --------------------- | --------------------- | -------------- |
| 1             | Cha-cha-cha/"Cake by the Ocean"                                                        | 8                     | 7                     | 8                     | Sem Eliminação |
| 2             | Rumba/"Stole the Show"                                                                 | 7                     | 6                     | 7                     | Seguro         |
| 3             | Tango/"Verge"                                                                          | 8                     | 8                     | 9                     | Seguro         |
| 4             | Samba/"Trashin' the Camp"                                                              | 8                     | 8/9                   | 9                     | Seguro         |
| 5             | Valsa Vienense/"I Get to Love You"                                                     | 9                     | 10/10                 | 10                    | Sem Eliminação |
| 6             | Quickstep/"Hey! Pachuco!"                                                              | 8                     | 8                     | 9                     | Seguro         |
| 7             | Foxtrot / "Beautiful Day"                                                              | 10                    | 9                     | 10                    | Seguro         |
| 8             | Paso Doble/"Victorious" Time Tango Argentino/"Habanera"                                | 10                    | 9 10                  | 10 9                  | Seguro         |
| 9 Semi-finais | Trio Jive/"Hit the Road Jack" Tango Argentino/"Unsteady"                               | 9 10                  | 9 10                  | 9 10                  | Seguro         |
| 10 Finais     | Quickstep/"S.O.B." Freestyle/"The Sound of Silence" Fusão Cha-cha-cha & Tango/"Summer" | 9 10                  | 9 10                  | 9 10                  | Venceu         |

## Ativismo

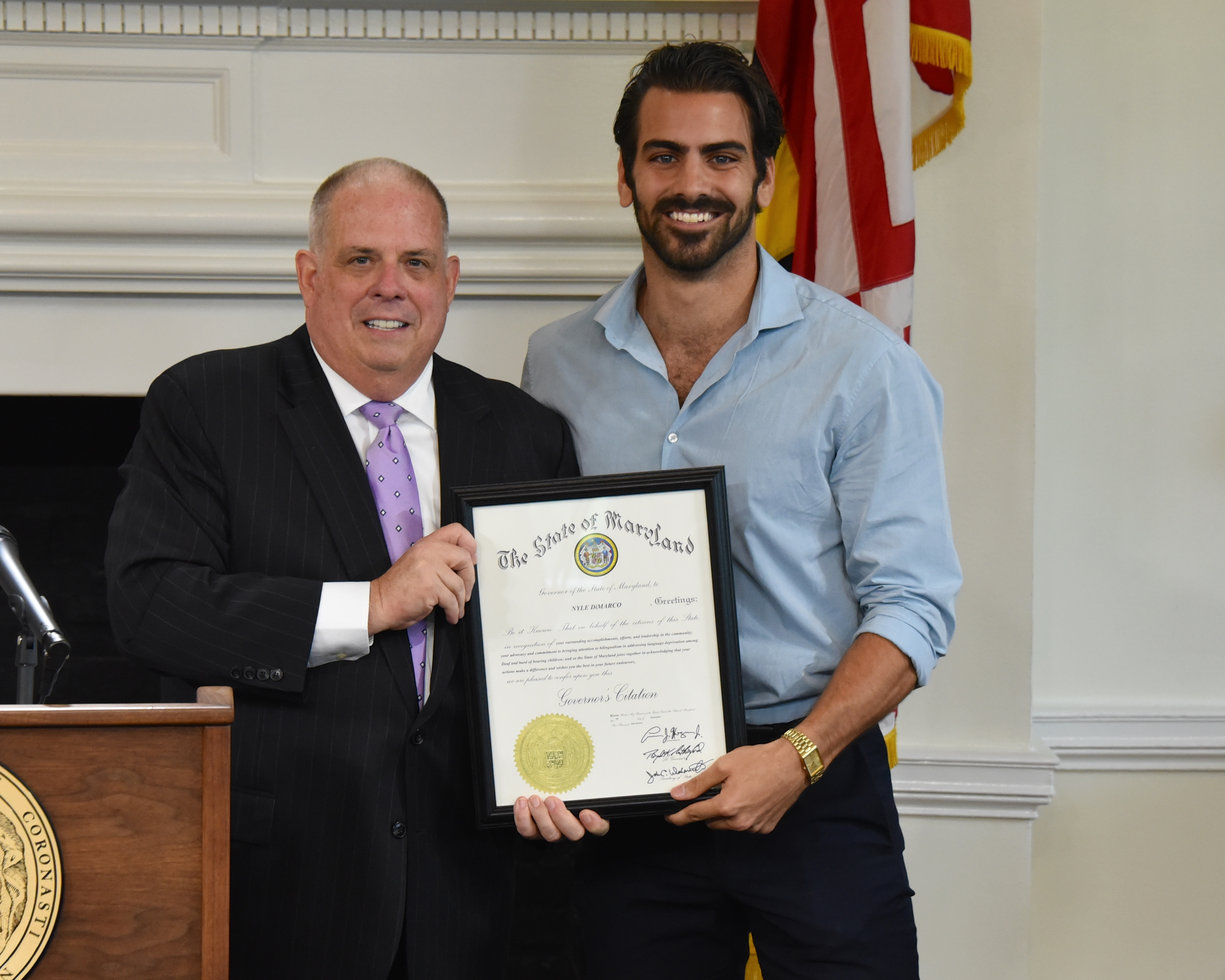
Governador Hogan apresenta citação de Nyle DiMarco na Casa do Estado de Maryland.

DiMarco não se considera incapacitado pela surdez e vê seu perfil na mídia como uma oportunidade de conscientizar a cultura surda. Ele vê a surdez como uma vantagem na modelagem porque está acostumado a se comunicar sem falar. Ele acredita que os atores surdos devem desempenhar papéis surdos.
DiMarco é porta-voz do LEAD-K (Igualdade e Aquisição de Idiomas para Crianças Surdas). Ele também é assinante e colaborador criativo do The ASL App, um aplicativo que ensina ASL.
Em 2016, o DiMarco fundou a Nyle DiMarco Foundation, uma organização sem fins lucrativos que fornece acesso a recursos para crianças surdas e suas famílias.
DiMarco apoiou a campanha presidencial de Hillary Clinton durante as eleições de 2016 nos EUA. Ele criticou o candidato republicano Donald Trump, depois que surgiram relatos de comentários capazes, dirigidos à atriz surda Marlee Matlin. DiMarco declarou: "Existem 55 milhões de pessoas com deficiência vivendo nos Estados Unidos. Não quero um presidente que marginalize minha comunidade".

## Filmografia

### Televisão
| Ano     | Título                   | Papel            | Notas |
| ------- | ------------------------ | ---------------- | --- |
| 2014–15 | Switched At Birth        | Garrett Banducci | Temporada 3, Ep 18 "It Isn't What you Think" Temporada 4, Ep 16 "Borrowing Your Enemy's Arrows" Temporada 4, Ep 18 "The Accommodations of Desire" |
| 2015    | America's Next Top Model | Ele mesmo        | Ciclo 22; Winner |
| 2016    | Difficult People         | Doug             | |
| 2016    | Dancing with the Stars   | Ele mesmo        | Temporada 22; Winner |
| 2019    | Station 19               | Dylan            | Episódio: Into the Wildfire |

### Aparições em videoclipes
| Ano  | Título                       | Artista(s) original(ais) | Diretor(es)              |
| ---- | ---------------------------- | ------------------------ | ------------------------ |
| 2016 | "Big Girls Don't Cry"        | Tóc Tiên                 | Đinh Hà Uyên Thư         |
| 2016 | "Basically Over You (B.O.Y)" | Alex Newell              | Alex Newell & Derec Dunn |
| 2018 | "Tequila"                    | Dan + Shay               | Patrick Tracy            |